# Denise Vasi
Denise Vasi  est une actrice américaine née le 1er mars 1983 à New York (États-Unis).

## Biographie
Elle est née à Brooklyn. Elle débute comme modèle à l'âge de 12 ans. Elle travaille pour le magazine ELLE et Marie Claire.
Elle a eu une fille en février 2015.

## Filmographie
- 2009 : The Good Guy
- 2009 : The Magnificent Cooly-T
- 2010 : C'était à Rome
- 2011 : What's Your Number?
- 2012 : Magic Mike
- 2013 : Things Never Said

### Télévision
- 2008 : New York, section criminelle
- 2009 : FBI : Duo très spécial (White Collar) : Cindy (2 épisodes)
- 2012 : Glee
- 2013 : The Arsenio Hall Show
- 2013 : Big Morning Buzz Live
- 2013 : The Wendy Williams Show